# Palais Sacchetti
Le palais Sacchetti est un palais romain du XVIe siècle situé via Giulia à Rome.

## Histoire
La construction du palais Sacchetti est un projet d'Antonio da Sangallo le Jeune de 1542. Une inscription à gauche du balcon indique « Domus Antonii Sangalli Architecti - MDXLIII ». L'architecte consacre les dernières années de sa vie au bâtiment. À sa mort le palais est vendu à la famille Ricci de Montepulciano qui le fait restaurer et agrandir par Nanni di Baccio Bigio. En 1608, le palais est acheté par le cardinal Ottavio Acquaviva d'Aragona, archevêque de Naples, qui y ajoutera une chapelle, décorée à fresque par Agostino Ciampelli. En 1648, Acquaviva vend le palais au marquis Sacchetti de Florence. Le palais est resté dans sa famille jusqu'en 2015, quand une partie du palais est vendu.

## Description

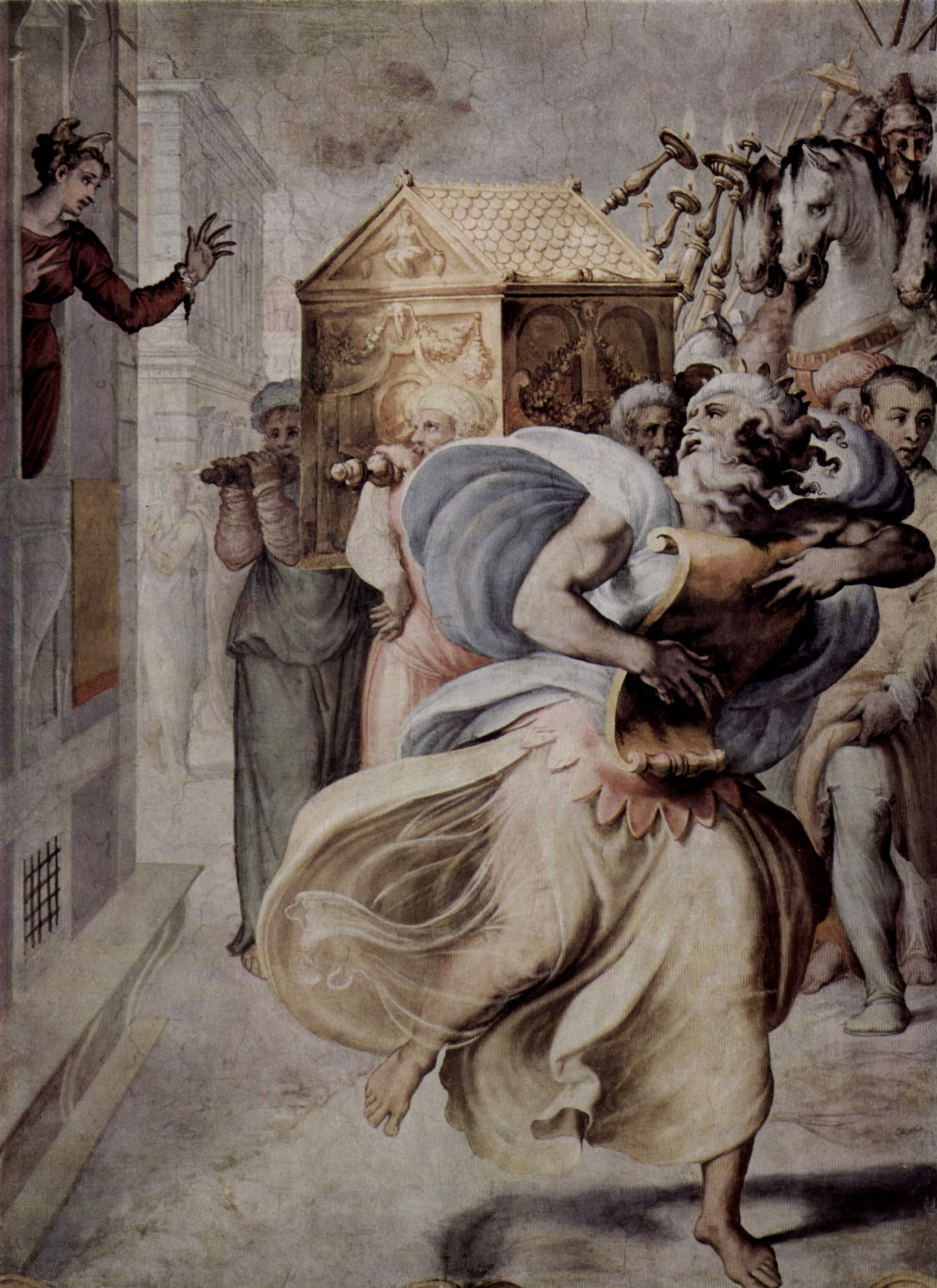
Le roi David dansant devant l'Arche d'alliance, fresque de Francesco Salviati dans la salle d'audience du palais Sacchetti.

L'édifice est disposé autour d'une cour carrée sur laquelle s'ouvrent deux loggias. Le palais abrite dans la « salle d'audience » le cycle de fresques « Histoires de David » (1553-1555), œuvre de Francesco Salviati. Dans la « Galleria » se trouve une Sainte Famille et Adam et Ève de Pierre de Cortone et Jacopino del Conte. Le jardin clos, à l'italienne, est délimité par quatre parterres réunis autour d'un petit bassin. Il a conservé l'apparence des jardins humanistes du XVIe siècle.

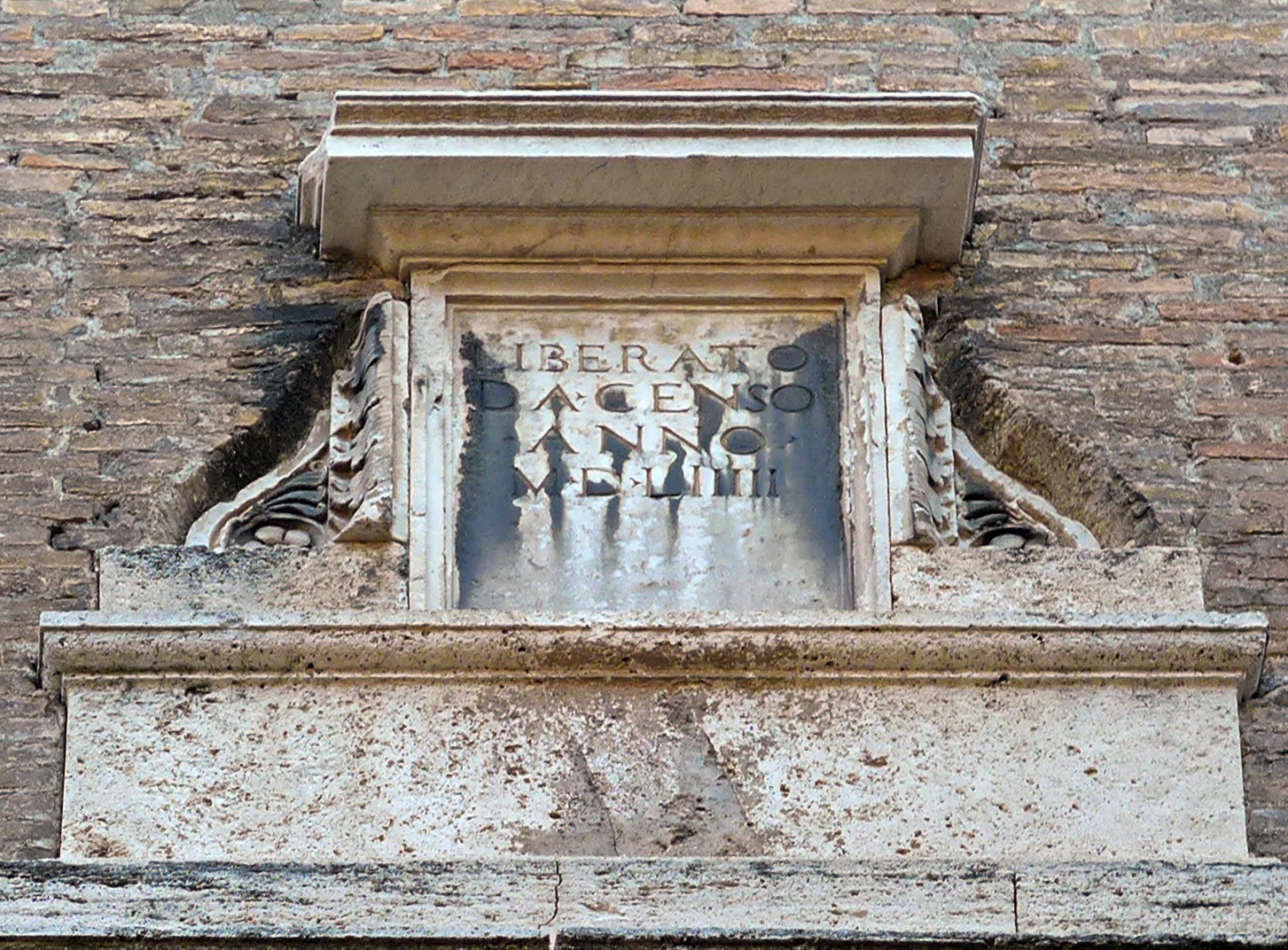
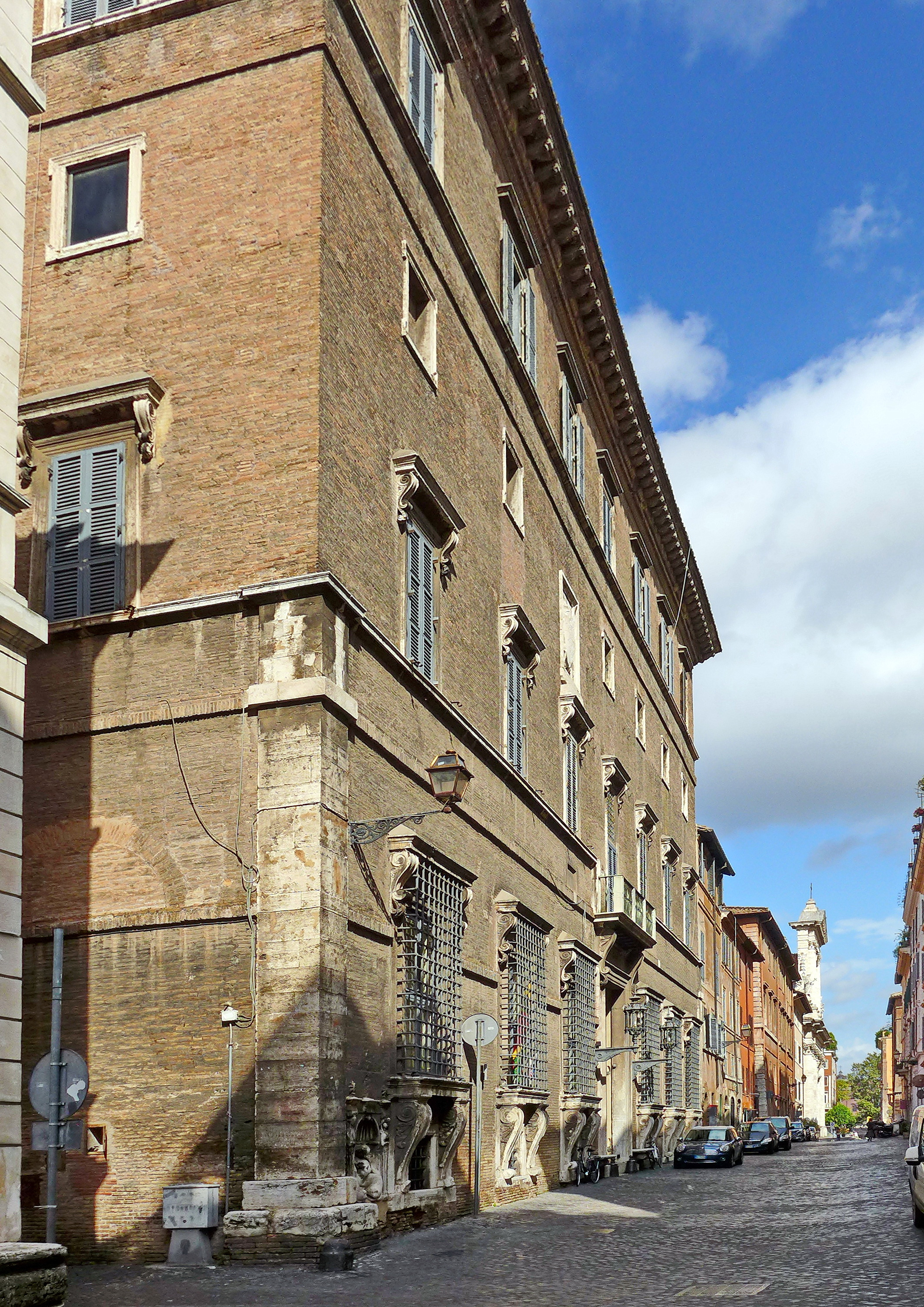
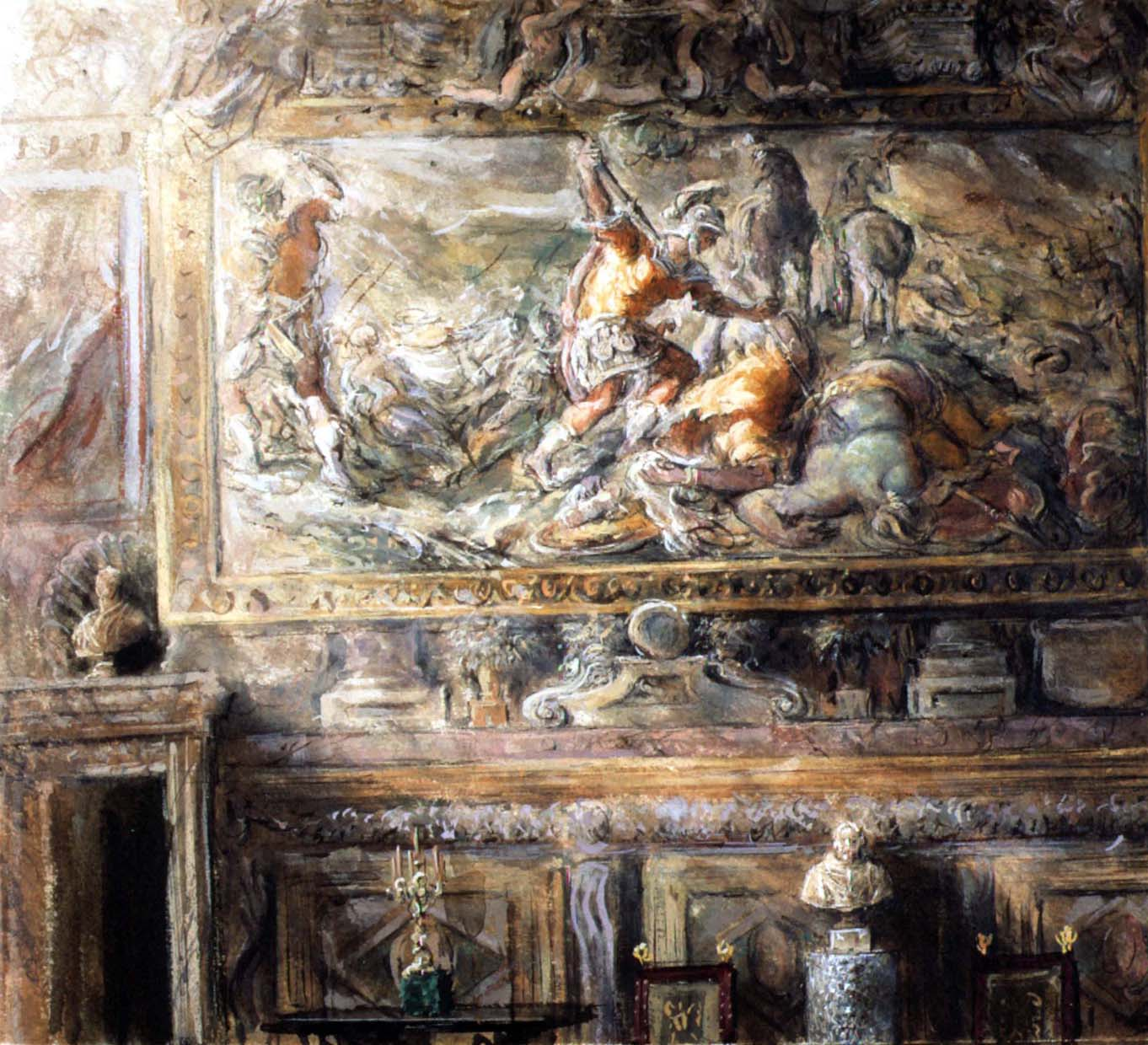
Fresque de Salviati
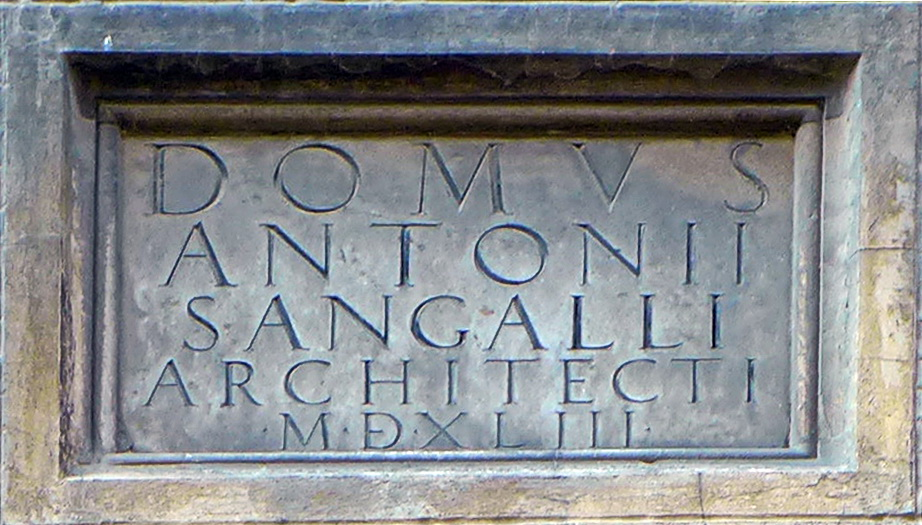

## Le Palais dans la culture populaire
Le Palais Sacchetti a été utilisé pour le film La grande bellezza (2013).